# Большое Карпово
Большое Карпово — село в Уренском районе Нижегородской области России. Административный центр Карповского сельсовета.

## География
Находится на берегу реки Уста на расстоянии примерно 18 километров по прямой на восток-юго-восток от районного центра города Урень на дороге Урень-Тонкино.

## История
Упоминается с 1719 года, основано ранее, в XVII веке переселенцами из окрестностей Ковернино. В 1870 году учтено было хозяйств 76 и 405 жителей. Население было старообрядцами поповского толка, с 1762 года действовала Троицкая церковь. В советское время работал колхоз «Свободный труд».

## Население
| 2002 | 2010 |
| ---- | ---- |
| 687  | ↘647 |

Согласно результатам переписи 2002 года, в национальной структуре населения русские составляли 98 % от жителей.